# René Roy
| Nummer und Name       | Entdeckungsdatum  |
| --------------------- | ----------------- |
| (10927) Vaucluse      | 29. Januar 1998   |
| (14643) Morata        | 24. November 1998 |
| (38250) Tartois       | 31. August 1999   |
| (48960) Clouet        | 25. August 1998   |
| (49384) Hubertnaudot  | 12. Dezember 1998 |
| (56041) Luciendumont  | 8. Dezember 1998  |
| (73984) Claudebernard | 26. Februar 1998  |

René Roy (* 1938) ist ein französischer Astronom und Asteroidenentdecker.
Er entdeckte zwischen 1998 und 1999 insgesamt neun Asteroiden.
Der Asteroid (14533) Roy wurde am 26. Juli 2000 nach ihm benannt.